# Élections régionales de 2004 dans les Açores
Les élections régionales de 2004 se sont tenues le 17 octobre 2004 dans les Açores afin d'élire les 52 députés de l'Assemblée législative.

## Résultats
| Partis                   | Partis                                   | Voix    | %     | Sièges | +/-           |
| ------------------------ | ---------------------------------------- | ------- | ----- | ------ | ------------- |
|                          | Parti socialiste (PS)                    | 60 140  | 56,97 | 31     | 1             |
|                          | Coalition Açores                         | 38 883  | 36,84 | 21     | 1             |
|                          | Coalition démocratique unitaire (CDU)    | 2 942   | 2,79  | 0      | 2             |
|                          | Bloc de gauche (BE)                      | 1 022   | 0,97  | 0      | en stagnation |
|                          | Mouvement du parti de la Terre (MPT)     | 369     | 0,35  | 0      | Nv.           |
|                          | Parti populaire monarchiste (PPM)        | 293     | 0,28  | 0      | Nv.           |
|                          | Parti démocratique de l'Atlantique (PDA) | 248     | 0,23  | 0      | Nv.           |
|                          | Votes blancs                             | 879     | 0,83  |        |               |
|                          | Votes nuls                               | 780     | 0,74  |        |               |
|                          |                                          |         |       |        |               |
| Total                    | Total                                    | 105 556 | 100   | 52     | en stagnation |
| Abstentions              | Abstentions                              | 85 571  | 44,77 |        |               |
| Inscrits / participation | Inscrits / participation                 | 191 127 | 55,23 |        |               |